# Orthetrum ransonnetii
Orthetrum ransonnetii – gatunek ważki z rodziny ważkowatych (Libellulidae). Występuje od Mauretanii przez Afrykę Północną i Bliski Wschód po Afganistan.